# Miacoidea
I Miacoidea sono una superfamiglia parafiletica tradizionalmente suddivisa in due Famiglie di carnivori: Miacidae e Viverravidae. Erano carnivori primitivi che vissero durante il Paleocene e l'Eocene tra i 65 e i 33 milioni di anni fa. Oggi i miacoidi sono considerati un taxon parafiletico da cui si evolsero probabilmente generi appena fuori dall'ordine dei carnivora. Per questo motivo i miacoidea ora sono raggruppati nel clade Carnivoramorpha. I carnivoramorfi comprendono sia i Miacoidea che i Carnivora, ma è escluso l'ordine Creodonta che si evolse parallelamente. I miacoidi sono considerati essere carnivoramorfi basali. I miacidi potrebbero essere una famiglia parafiletica.
La transizione dei Miacoidea dai Miacidae fino ai caniformi e dai Viverravidae ai feliformi ebbe un andamento graduale durante il Paleocene fino al tardo eocene, interessando taxa sia in Nord America che in Eurasia. L'analisi cladistica mostra che vari miacoidisi evolsero in differenti stirpi di carnivori. I viverravidi sono imparentati con i feliformi sulla base di una riduzione del numero di molari a due, e del cranio allungato. I miacidi peraltro non apparvero fino al tardo paleoocene e sono caratterizzati dai loro teschi più corti e dalla mancanza di una connessione tra il calcagno e il perone nella caviglia.
Queste due stirpi di carnivori moderni possono essere fatti risalire al primo paleocene attraverso testimonianze fossili. I miacidi si evolsero nei moderni caniformi (cani, orsi, procioni e mustelidi), mentre i viverravidi si evolsero nei feliformi (felidi, iene e manguste). I miacoidi erano per lo più piccoli carnivori, sia arboricoli che terricoli,  simili alle martore che probabilmente si nutrivano di invertebrati, lucertole, uccelli e piccoli mammiferi come toporagni e opossum, mentre altri erano forse insettivori. I loro crani e i denti mostrano che i miacoidi erano meno sviluppati degli odierni carnivori.

## Tassonomia
- Clade Carnivoramorpha
  - Superfamiglia Miacoidea†
    - Famiglia Miacidae† 

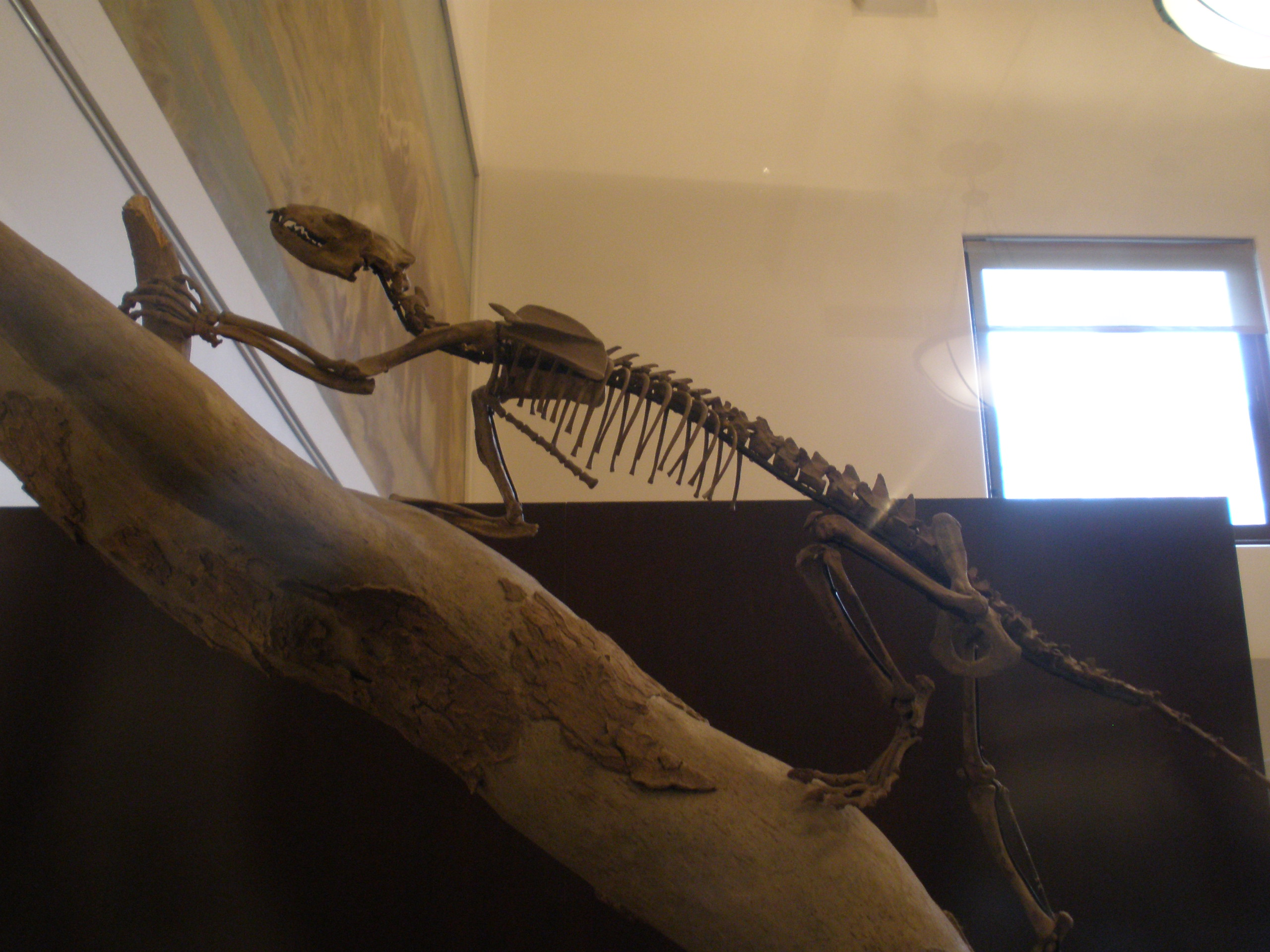
Vulpavus ovatus

      - generi: Chailicyon, Dawsonicyon, Dormaalocyon, Eogale, Eosictis, Gracilocyon, Ictognathus, Miacis, Miocyon, Oödectes, Palaearctonyx, Paramiacis, Paroödectes, Procynodictis, Quercygale, Tapocyon, Uintacyon, Vassacyon, Vulpavus, Xinyuictis, Zodiocyon

    - Famiglia Viverravidae† 
      - generi: Bryanictis, Didymictis, Ictidopappus, Pristinictis, Protictis, Raphictis, Simpsonictis, Viverravus, Ziphacodon (da molti studiosi considerano come variante di Viverravus).